# Eugen von Sperber
Benjamin Franz Eugen von Sperber (* 14. Dezember 1808 in Nassawen, Kreis Stallupönen; † 11. März 1879 auf Gut Gerskullen, Kreis Ragnit) war ein ostpreußischer Rittergutsbesitzer und Politiker.

## Herkunft
Emil war ein Sohn des Gutsbesitzers und Landrats des Kreises Ragnit Benjamin Sperber (1763–1824) und dessen Ehefrau Julianne Schlick (1786–1861). Gemeinsam mit seinen Brüdern Emil (1815–1880) und Julius (1811–1895) war er am 16. Januar 1869 durch König Wilhelm I. in den erblichen preußischen Adelsstand erhoben worden.

## Leben
Eugen von Sperber besuchte bis 1827 das Gymnasium in Tilsit. Anschließend studierte er bis 1830 Rechtswissenschaft in Königsberg und Berlin. Er war Einjährig-Freiwilliger und landwirtschaftlicher Volontär auf mehreren Gütern in Ostpreußen und Pommern. Er übernahm die Verwaltung des väterlichen Gutes Gerskullen sowie der Güter Kallehnen, Ußeinen, Grauden und Skatticken, alle Kreis Ragnit. 1869 wurde er in den preußischen Adelsstand erhoben.
1847 und 1848 gehörte er dem Ersten bzw. Zweiten Preußischen Vereinigten Landtag an. Von 1867 bis 1871 war er außerdem Abgeordneter im  Reichstag des Norddeutschen Bundes für den Reichstagswahlkreis Regierungsbezirk Gumbinnen 2. In dieser Eigenschaft war er auch Mitglied des von 1868 bis 1870 tagenden Zollparlaments. Er gehörte der Konservativen Partei an.

## Familie
Sperber heiratete am 3. Juli 1834 auf Grauden Emilie Donalitius (* 31. Juli 1816; † 1. Dezember 1876), Herrin auf Skaticken und Grauden. Das Paar hatte mehrere Kinder:
- Albert Alexander Benjamin (* 2. November 1836; † 1. September 1889), Herr auf Geskullen und Kallehnen ⚭ 1867 Elma Dreßler (* 21. Juli 1844), Herrin auf Skaticken
- Hermann Emil Julius (* 5. März 1840; † 12. Oktober 1908), Herr auf Grauden mit Dasselhöhe und Ussainen ⚭ 1874 Asta Elise Wilhelmine von Dassel (* 22. Juni 1852)
- Alexander Oskar Eugen (* 25. April 1842; † 28. August 1856)
- Julie Antonie Emilie Emma (* 14. November 1848) ⚭ 1872 Heinrich von Goßler (* 29. September 1841; † 10. Januar 1927), Kriegsminister